# Бобоєшть (Нямц)
Бобоєшть, Бобоєшті (рум. Boboiești) — село у повіті Нямц в Румунії. Входить до складу комуни Піпіріг.
Село розташоване на відстані 313 км на північ від Бухареста, 44 км на північний захід від П'ятра-Нямца, 117 км на захід від Ясс.

## Населення
За даними перепису населення 2002 року у селі проживала 1651 особа, усі — румуни. Усі жителі села рідною мовою назвали румунську.